# Vivian (Dakota Południowa)
Vivian – jednostka osadnicza w Stanach Zjednoczonych, w stanie Dakota Południowa, w hrabstwie Lyman.